# Federação de Voleibol das Ilhas Salomão
A Federação de Voleibol das Ilhas Salomão  (em inglêsː Solomon Islands Volleyball Federation, SIVF) é  uma organização fundada em 1990 que governa a pratica de voleibol nas Ilhas Salomão, sendo membro da Federação Internacional de Voleibol e da Confederação Asiática de Voleibol, a entidade é responsável por  organizar  os campeonatos nacionais de  voleibol masculino e feminino no país.